# 7
 Тази статия е за седмата година от новата ера.  За числото седем вижте 7 (число).  За други значения вижте 7 (пояснение).
7 (седма) година е обикновена година, започваща в събота по юлианския календар.

## Събития
- Панонското въстание против Римската империя се разраства и в Далмация и Илирия.
- Херуският Арминий се връща обратно в Магна Германия.
- Император Октавиан Август изпраща своя последен жив внук Агрипа Постум на заточение на остров Елба.
- В Рим се въвежда „Praefectus Annonae“ за снабдяването със зърно.

## Родени
- Друз Цезар, син на Германик († 33)

## Починали
- Глафира, принцеса на Кападокия (* 35 пр.н.е.)